# Route nationale 40 (Estonie)
Pour les articles homonymes, voir Route nationale 40.
La route nationale 40 (Tugimaantee 40) est une route nationale estonienne reliant Tartu à Tähtvere. Elle mesure 7 km.

## Tracé
- Comté de Tartu
  - Tartu
  - Tähtvere